# Мальчукова, Татьяна Георгиевна
Татьяна Георгиевна Мальчукова (1940—2019) — советский и российский учёный-филолог, доктор филологических наук, профессор, исследователь античной и русской литературы.

## Биография
В 1962 году окончила классическое отделение филологического факультета Ленинградского государственного университета, в 1968 году там же окончила заочную аспирантуру при кафедре классической филологии.
В 1972 году защитила диссертацию кандидата филологических наук на тему «Творчество Лукиллия и античная скоптическая эпиграмма».
С 1962 года работала в Петрозаводском государственном университете (ПетрГУ) (с 1979 года — в должности доцента, с 1991 года — в должности профессора).
В 1980 году присвоено учёное звание доцента, в 1993 году по совокупности работ — учёное звание профессора.
С 1995 года — заведующая новообразованной кафедрой классической филологии ПетрГУ.
В 1999 году защитила диссертацию доктора филологических наук на тему «Античные и христианские традиции в поэзии А. С. Пушкина».

## Труды
Автор и соавтор свыше 120 работ.
- Мальчукова Т. Г. Античность и мы : кн. для учителя. — Петрозаводск : Карелия, 1991. — 247 с. — ISBN 5-7545-0349-9.
- Мальчукова Т. Г. Филология как наука и творчество. — Петрозаводск : Изд-во ПетрГУ, 1995. — 334 с. — ISBN 5-230-09046-4.
- Мальчукова Т. Г. Лирика А. С. Пушкина : опыты интерпретации. — Петрозаводск : Изд-во ПетрГУ, 2006. — 260 с. — ISBN 5-8021-0678-6.
- Мальчукова Т. Г. Античные и христианские традиции в изображении человека и природы в творчестве А. С. Пушкина. — Петрозаводск : Изд-во ПетрГУ, 2007. — 485 с. — ISBN 978-5-8021-0745-4.
- Мальчукова Т. Г. Северная тема в русской поэзии XVIII — первой трети XIX века. — Петрозаводск : Изд-во ПетрГУ, 2009. — 263 с. — ISBN 978-5-8021-0996-0.

## Награды и премии
- Медаль Пушкина (2010) — за большой вклад в социально-экономическое, научное и культурное развитие республики и многолетнюю общественную деятельность[1]
- Заслуженный деятель науки Республики Карелия (1997) — за заслуги в научной деятельности и многолетний добросовестный труд[2]
- Почётный работник высшего профессионального образования Российской Федерации (2000)